# Siddhartha Gautama dans l'hindouisme

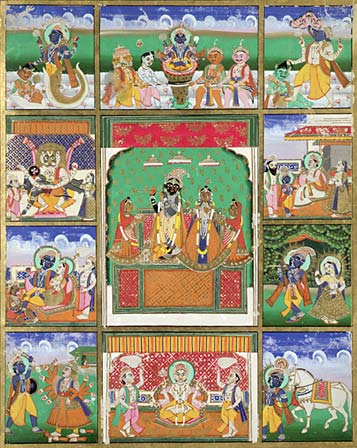
Miniatures de Jaipur représentant les dix avatars de Vishnou : Gautama Bouddha est en bas, au centre.

Certaines branches de l'hindouisme l'ont intégré dans leur panthéon de divinités Siddhārtha Gautama, dans le Bhāgavata Purāna il est considéré comme le neuvième avatar de Vishnou. Pour des auteurs comme Vasundhara Filliozat, il existe deux "Buddhas" différents qui ont vécus à deux époques distinctes, l'unest le buddha des bouddhistes et l'autre, l'avatar de Vishnou prêche la non-violence par ruse. Ils sont souvent confondus.
Dans les Puranas, il est le vingt-quatrième des vingt-cinq avatars, préfigurant une prochaine incarnation finale mais il existe d'autres sources que les Puranas. 
Un certain nombre de traditions hindoues parlent de  Gautama Bouddha comme du plus récent des dix avatars principaux, connus sous le nom de Dashavatara (Dix Incarnations de Dieu).

## Statut de Gautama Bouddha dans l'hindouisme

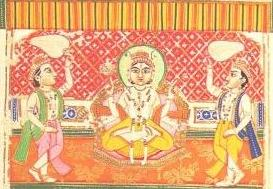
Vishnou incarné en Bouddha

Dans la section Dashavatara-stotra de son Gita-Govinda, le célèbre poète vaïshnava Jayadeva (XIIIe siècle ap J.-C.) inclut Gautama Bouddha parmi les dix avatars principaux de Vishnou, et lui écrit une louange comme suit :

« Ô Késhava ! Ô Seigneur de l'univers ! Ô Seigneur Hari, qui a pris la forme de Bouddha ! Toute la splendeur vous appartient ! Ô Bouddha au cœur compatissant, vous dénoncez l'abattage des pauvres animaux exécutés lors des rituels. »

Ce point de vue qui considère Gautama Bouddha comme avatar de Vishnou a principalement promu la non-violence (ahimsa), et reste une croyance populaire parmi un certain nombre d'organisations vaishnava modernes, y compris ISKCON
Dans l'hindouisme, on adore très facilement des avatars populaires tels Rāma ou Krishna comme Dieu Suprême, mais il est beaucoup moins commun de trouver Gautama Bouddha (avatar) adoré par les hindous de la même manière. Néanmoins, il est reconnu par certains hindous comme incarnation (« avatar » en sanskrit) de Vishnou de plein droit, et en conséquence respecté en tant que tel : dans ce cas-ci les hindous reconnaissent qu'il est la dernière des plus significatives incarnations du Seigneur Vishnou, et qu'on lui doit la fin des sacrifices d'animaux en Inde.

D'après le Bhāgavata Purāṇa, « Vishnou prit la forme de Bouddha pour tromper les asuras. En conseillant aux démons d'abandonner les Védas, il contribua à diminuer leur pouvoir et à rétablir la suprématie des dieux ».
Il est à noter que d'autres courants hindous ne reconnaissent pas Bouddha en tant qu'avatar de Vishnou, mais Balarâma à la place.